# 국제공항협의회
국제공항협의회(Airports Council international, ACI)는 공항 관리 및 운영에 관한 공항의 공동 이익을 달성하고, 우수성을 홍보하기 위해 설립된 비영리 단체이다.
1991년 1월 1일 국제공항운영협의회(AOCI)와 공항협의조정위원회(AACC), 국제민간공항협회(ICAA) 등 공항 관련 3개 단체를 통합해 설립됐다. 약칭은 ACI. 전 세계 회원 공항들의 대변인 격으로, 공항의 안전과 효율성, 재정적 자립 및 환경정책에 기여하고, 공항 상호간 협력 및 상호지원, 정보교환 등 협력체제를 유지하기 위한 활동을 주로 한다. 세계 각국의 공항 정책에 대해 한 목소리를 내는 압력단체의 역할도 수행한다.
조직은 총회와 이사회, 집행위원회, 사무국, 전문상임위원회 등으로 구성됐다. 본부는 캐나다 몬트리올에 있으며, 미국(워싱턴D.C.) 아시아ㆍ태평양(홍콩) 유럽(브뤼셀) 남미(에콰도르 키토) 아프리카(카사블랑카) 등 5곳에 지역사무소를 두고 있다. 국제민간항공기구(International Civil Aviation OrganizationㆍICAO), 세계세관기구(the World Customs OrganizationㆍWCO) 등과 긴밀한 협력관계를 유지하고 있다.
ACI는 매년 세계 153개 공항에서 30만명의 고객을 대상으로 청결도, 체크인 효율성, 직원의 친절도 등을 조사해 우수 공항 순위를 매긴다. 인천공항은 2005년부터 2009년까지 5년 연속 ‘세계 최우수 공항상’을 받았으며, 2010년 평가에서도 5점 만점에 4.96점을 받아 홍콩(香港)국제공항, 상하이 푸둥(浦東)공항 등 경쟁 공항들을 큰 점수 차로 따돌리고 1위를 기록했다.
현재 ACI의 회원수는 179개국 580개 공항운영주체(1,650개 공항)이다. 2010년 회원 공항들은 50억명의 여객과 9,100만톤의 화물을 처리했으며, 항공운항 횟수 7,400만회를 기록했다. 회원사들이 전 세계 항공여객 수송의 96%를 담당한 셈이다.

## 배경
1970년 이전에는, 세계 공항들이 세 가지 뚜렷한 연관성으로 국제 현장에 모습을 드러냈다.
- 공항 운영자 위원회(AOCI)
- 국제민간공항협회(ICAA)
- 서유럽 공항 협회(WEAA)

공항 운영에 대한 외부 요인의 중요성이 증가하기 때문에 정부, 항공사, 제조업체 및 기타 관련 당사자들과의 공식적인 관계의 필요성이 더욱 분명해진다. 1970년, 이들 3개 협회는 공항산업 정책을 수립하고, 공항산업 정책을 수립하고, 공항조합들간의 협력을 증진하고, 그들을 집합적으로 표현하기 위하여 공항협회 조정위원회(AACC)를 창설하였다.
AACC의 뒤를 이은 ACI 설립 결정은 1989년에 내려졌다. ACI의 헌법은 1990년 가을에 승인되었고 1991년에 발효되었다.
2011년 ACI는 본부를 스위스 제네바에서 캐나다 몬트리올로 옮겼다. 이 결정은 부분적으로 국제 민간 항공 기구(ICAO)가 몬트리올에 위치해 있다는 사실에 의욕적인 것이었다. 목적은 그들의 활동의 더 나은 조정을 용이하게 하고 동일한 도시에 위치한 국제 항공 운송을 가능하게 하였다.

## 같이 보기
- 세계 공항 목록 (화물량 기준)
- IATA
- ICAO